# Echinocereus acanthosetus
Echinocereus acanthosetus, conocida comúnmente como flor de tierra de Oaxaca, es una especie de planta suculenta perteneciente al género Echinocereus, dentro de la familia Cactaceae. Es endémica del suroeste México (concretamente del estado de Oaxaca).

## Descripción
Echinocereus acanthosetus es una especie de cactus pequeño que generalmente crece de forma solitaria. Es de crecimiento lento y durante los periodos de sequía se encoge y se retrae en el suelo. Los brotes son globosos y tienen una raíz pivotante que crece verticalmente hacia abajo desde la base de la planta.

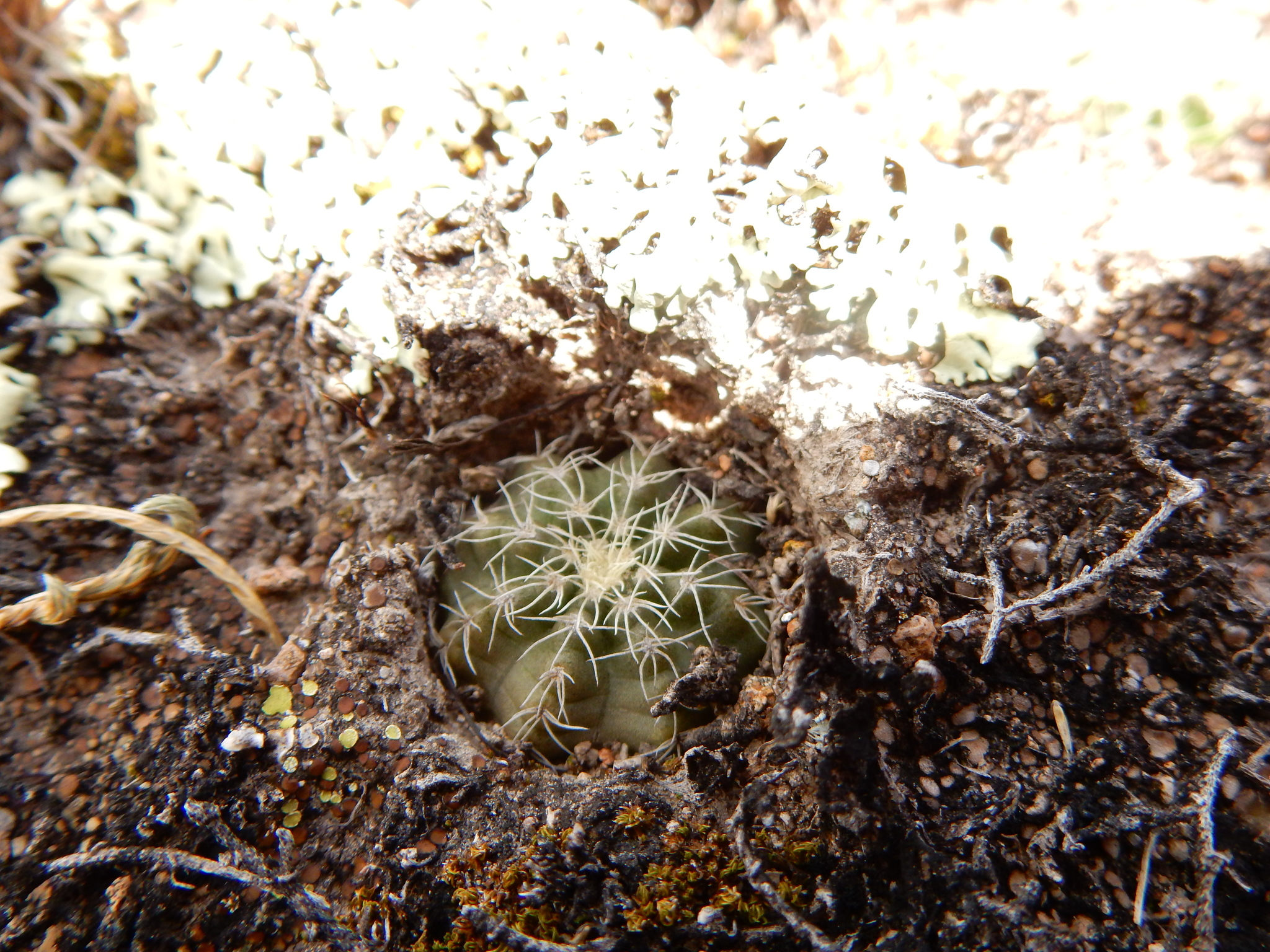
Planta retraída en el suelo en época de sequía

Los tallos miden de 2 a 5 cm de altura y de 2 a 6 cm de diámetro. Presentan generalmente 9 costillas ligeramente tuberculadas y sobre las que se asientan areolas elípticas. Tienen de 5 a 8 espinas flexibles y erizadas similares a pelos.
Las flores son de color magenta a blanco crema y miden hasta 8 cm de diámetro. Tienen forma de embudo y aparecen ubicadas en los laterales de la base de los tallos. Los frutos son globosos, pequeños y casi secos al madurar. Contienen en su interior pocas semillas.

### Especies similares
Esta especie suele confundirse con Echinocereus pulchellus; sin embargo, se distingue por presentar tallos de menor tamaño, areolas de forma elíptica y un número mayor de espinas, las cuales también son más largas.

## Distribución y hábitat

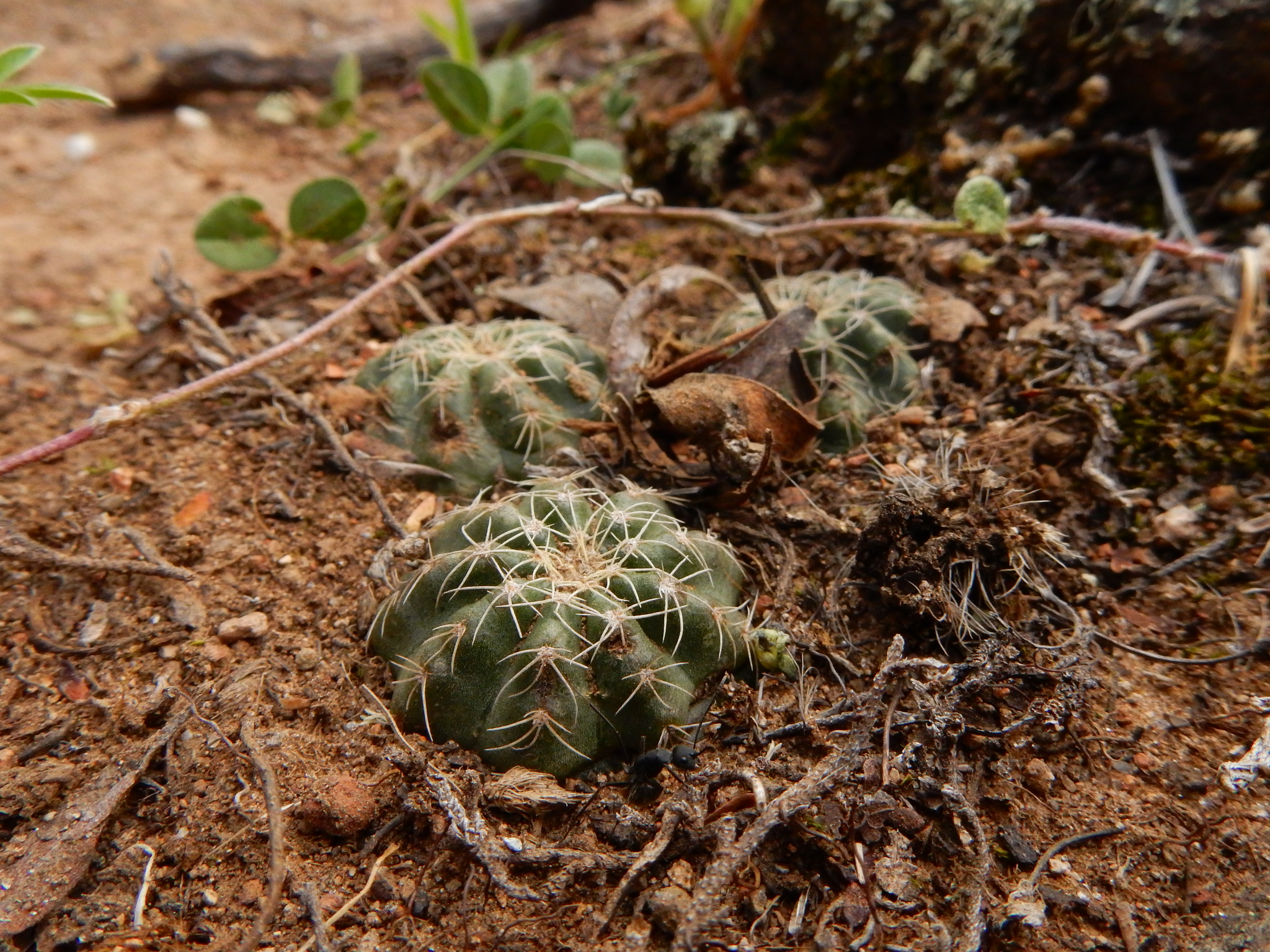
Plantas en su hábitat

El área de distribución nativa de esta especie es el suroeste México (concretamente en el estado de Oaxaca, entre Magdalena Jicotlán y Tepelmeme de Morelos, en el Valle de Tehuacán-Cuicatlá). Crece principalmente en biomas desérticos o de matorral seco, entre pastizales y vegetación xerofítica.

## Taxonomía
La primera descripción de esta especie fue como Echinocereus pulchellus var. acanthosetus, publicada en 1997 por los botánicos mexicanos Ángel Salvador Arias Montes y Ulises Guzmán Cruz en Flora del Valle de Tehuacán-Cuicatlán 14: 63.
Más tarde, los botánicos David Gómez-Quintero y Daniel Sánchez la elevaron a la categoría de especie, por lo que pasó a llamarse Echinocereus acanthosetus. Registraron estos cambios en las revista científica Brittonia 72: 446, publicada en 2020.
Etimología
- Echinocereus: nombre genérico formado a partir de las palabras latinas ĕchīnus (que significa ‘erizo’) y cereus (que se traduce como 'vela' o 'cirio'), en alusión a los tallos cortos, columnares y espinosos que presentan las especies de este género.[7]
- acanthosetus: epíteto específico formado a partir de la palabra griega akantha (que significa 'espina dorsal') y el término latino sēta (que significa 'cerda'), en alusión a las espinas erizadas que presenta la especie.[8]

## Estado de conservación

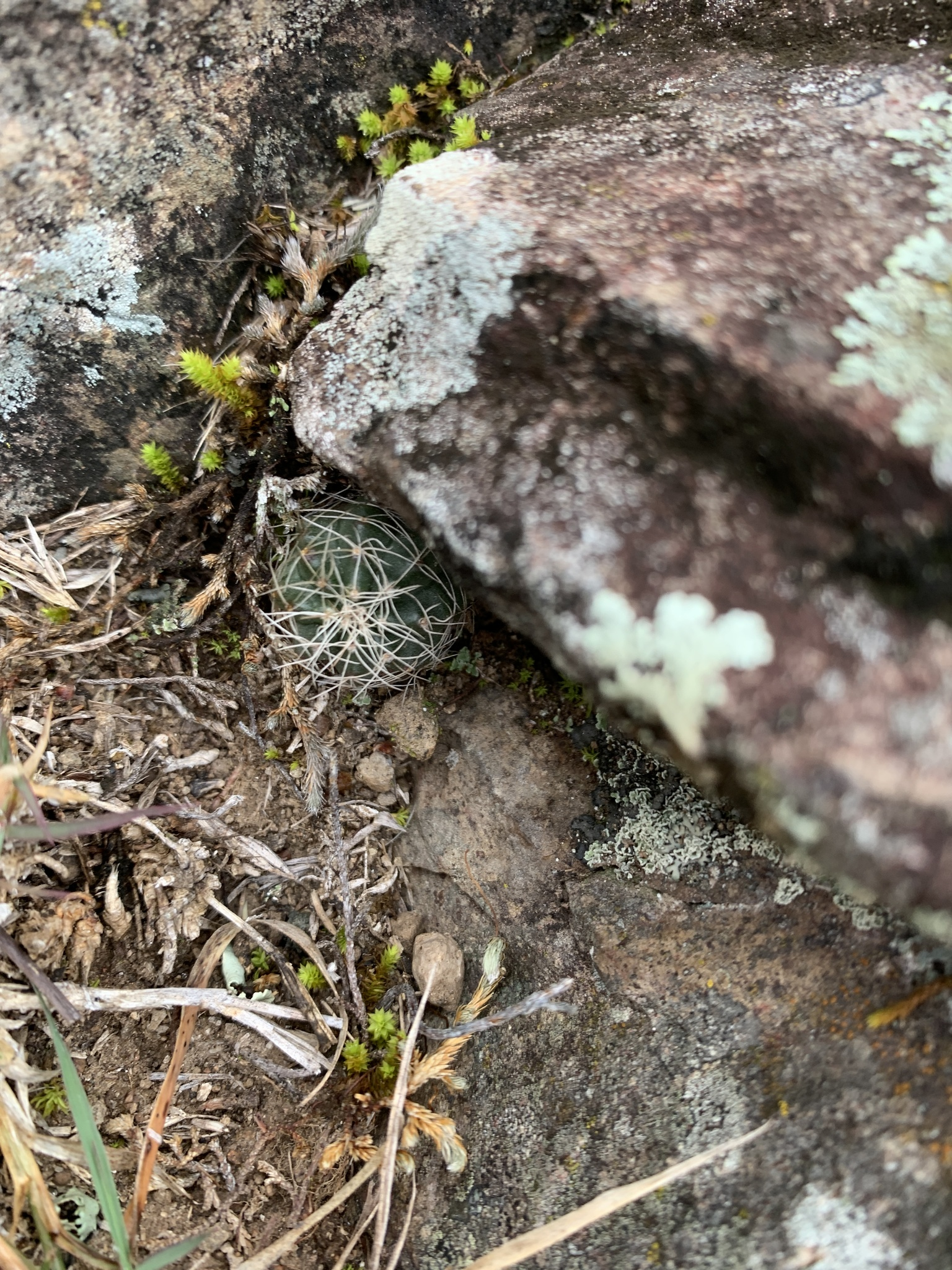
Planta creciendo entre rocas

Los pastizales constituyen uno de los biomas más amenazados a nivel global, en gran medida debido a la percepción errónea de que se trata de ecosistemas degradados o poco valiosos desde el punto de vista ecológico. En realidad, muchos pastizales son sistemas naturales complejos que albergan una notable diversidad de especies adaptadas a condiciones específicas de clima, suelo y perturbación. México posee una amplia variedad de pastizales naturales, particularmente en regiones áridas y semiáridas del norte y centro del país, que desempeñan un papel clave en la conservación de la biodiversidad y el mantenimiento de procesos ecológicos esenciales.
Dentro de estos ecosistemas, algunas especies de cactáceas son endémicas y cumplen funciones ecológicas como indicadores de la integridad de los pastizales primarios. Entre ellas se encuentran especies del género Echinomastus y Mammillaria, que muestran una alta especialización y sensibilidad a los cambios en el uso del suelo. E. acanthosetus, por ejemplo, es una especie que habita exclusivamente en pastizales naturales y se considera un buen indicador de su conservación. De manera similar, Mammillaria hernandezii se encuentra estrictamente restringida a este tipo de hábitats. Otra especie, Mammillaria solisioides, también aparece en pastizales, aunque tolera ambientes mixtos como matorrales o "shrublands".
Estas especies enfrentan serias amenazas debido a la transformación del paisaje. Una de las principales causas de su declive es la reforestación inadecuada con especies arbóreas en zonas de pastizal. Si bien estas acciones suelen realizarse con fines de restauración o mitigación del cambio climático, pueden resultar contraproducentes cuando se implementan sin considerar la vocación natural del suelo. La siembra indiscriminada de árboles altera el microclima, modifica la estructura del ecosistema y desplaza a especies que dependen de espacios abiertos y soleados, como las cactáceas mencionadas.
Tanto E. acanthosetus como M. hernandezii figuran en diversas listas de conservación como especies en peligro, y su protección requiere enfoques que reconozcan el valor ecológico de los pastizales como hábitats en sí mismos, no como terrenos degradados susceptibles de ser forestados.

## Usos

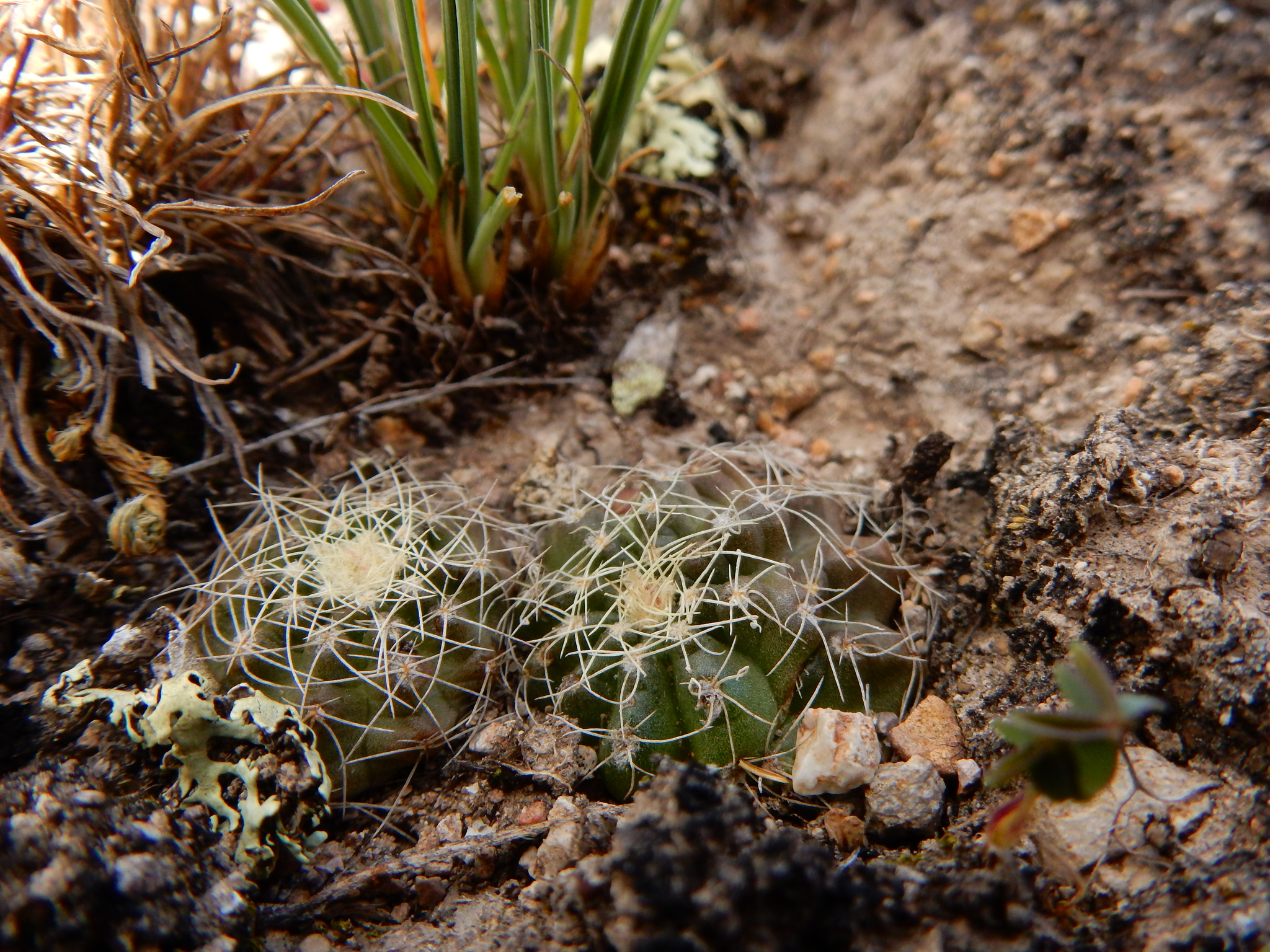
Plantas en crecimiento

Esta planta se utiliza principalmente como ornamental debido a su porte compacto y a la belleza de sus flores. Resulta adecuada para colecciones de cactus y jardines de rocas, así como para el cultivo en macetas, tanto en exteriores soleados como en invernaderos. 
Para un desarrollo óptimo, necesita un sustrato poroso y bien drenado, que evite la acumulación de humedad. Gracias a su raíz pivotante, se aconseja plantarla en macetas profundas. El riego debe ser moderado, permitiendo que el sustrato se seque completamente entre cada aplicación de agua, ya que el exceso de humedad puede favorecer la pudrición de las raíces.
Durante el invierno, conviene mantenerla en un ambiente seco y fresco, con una temperatura mínima de 5 °C. No obstante, puede resistir periodos breves de frío intenso, llegando hasta los –10 °C sin sufrir daños graves. En cuanto a la luz, crece bien tanto a pleno sol como en sombra parcial, aunque la exposición solar directa favorece una floración más intensa y un crecimiento más compacto. 
La propagación se lleva a cabo mediante semillas o esquejes, dependiendo de las características de la planta madre y de las condiciones del entorno.